# 歯科保健条例
歯科保健条例（しかほけんじょうれい）とは地方自治体の条例。

## 概要
歯の健康に関して基本理念を定め、教育関係者及び保健医療関係者、福祉関係者の役割を明確にし、歯科保健医療推進計画を策定・推進することで住民の健康増進に寄与することを目的している。
2008年6月に新潟県で制定され、7月に施行されたのが初めてである。

## 条例
| 道県     | 条例名                                   |
| -------- | ---------------------------------------- |
| 北海道   | 北海道歯・口腔の健康づくり8020推進条例   |
| 宮城県   | 宮城県歯と口腔の健康づくり推進条例       |
| 茨城県   | 歯と口腔の健康づくり8020・6424推進条例   |
| 栃木県   | 栃木県民の歯及び口腔の健康づくり推進条例 |
| 埼玉県   | 埼玉県歯科口腔保健の推進に関する条例     |
| 千葉県   | 千葉県歯・口腔の健康づくり推進条例       |
| 神奈川県 | 神奈川県歯及び口腔の健康づくり推進条例   |
| 新潟県   | 新潟県歯科保健推進条例                   |
| 長野県   | 長野県歯科保健推進条例                   |
| 静岡県   | 静岡県民の歯や口の健康づくり条例         |
| 岐阜県   | 岐阜県民の歯・口腔の健康づくり条例       |
| 和歌山県 | 和歌山県民の歯と口腔の健康づくり条例     |
| 兵庫県   | 健康づくり推進条例                       |
| 岡山県   | 岡山県民の歯と口の健康づくり条例         |
| 広島県   | 広島県歯と口腔の健康づくり推進条例       |
| 島根県   | 島根県歯と口腔の健康を守る8020推進条例   |
| 愛媛県   | 愛媛県歯と口腔の健康づくり推進条例       |
| 香川県   | 香川県歯と口腔の健康づくり推進条例       |
| 高知県   | 高知県歯と口の健康づくり条例             |
| 佐賀県   | 佐賀県笑顔とお口の健康づくり推進条例     |
| 長崎県   | 長崎県歯・口腔の健康づくり推進条例       |
| 熊本県   | 熊本県歯及び口腔の健康づくり推進条例     |
| 宮崎県   | 宮崎県歯・口腔の健康づくり推進条例       |